# Палгрев, Уильям
Уильям Гиффорд (Джиффорд) Палгрев (также Палгрейв; William Gifford Palgrave, 1826—1888) — английский путешественник, знаток арабского языка, член ордена иезуитов, офицер британской разведки. Сын Фрэнсиса Палгрева (1788—1861) .

## Биография
Получил образование в Оксфорде, был на военной службе в Индии. Позже вступил в иезуитский орден, жил несколько лет в Риме и Палестине и был очевидцем массовых убийств христиан в Сирии в 1860 году. Обратил внимание на эти кровопролития своими публичными чтениями в Ирландии. По поручению Наполеона III, Пальгрев первый проехал Аравию с северо-запада на юго-восток и сделал подробное сообщение о государстве вагабитов. Позже Пальгрев состоял английским консулом в Болгарии, Сиаме, Уругвае. Написал «Narrative of a year’s journey through central and eastern Arabia» (1875), «Essays on eastern questions» (1872), «Dutch Guiana» (1876), «Ulisses or series of studies in many lands» (1887), и роман «Herman Agha» (1876). После его смерти издана его поэма: «A vision of life, semblance and reality» (1891).